# Niridazol
A niridazol (INN: niridazole) a bilharziózis nevű trópusi betegség gyógyszere. A betegséget a schistosoma(en) nevű parazita okozza.

## Fizikai/kémiai tulajdonságok
Szilárd anyag. Vízben alig, a legtöbb szerves oldószerben nem, dimetilformamidban oldódik.
LD50-értékek (mg/tskg):
- patkány, szájon át: 900
- egér, szájon át: 2500
- egér, intraperitoneálisan: 220.

## Készítmények
A nemzetközi gyógyszerkereskedelemben:
- Ambilhar

Magyarországon nincs forgalomban.